# カルバミン酸アンモニウム
カルバミン酸アンモニウム(カルバミンさんアンモニウム)とは、化学式CH₆N₂O₂で表される、白色の正方晶系結晶性粉末。カルバミン酸のアンモニウム塩である。
水溶液はアルカリ性を示し、10%水溶液では20℃でpH10である。乾いた空気中では安定であるが、湿った空気中ではアンモニアを放出して炭酸水素アンモニウムに変わる。室温でいくぶん揮発性を示し、59℃でアンモニアと二酸化炭素に分解するが、冷却するとふたたび化合する。封管中120 - 140℃に熱すると水を失い尿素となる。尿素製造工程での中間体と考えられている。また、市販の炭酸アンモニウムはこの化合物と炭酸水素アンモニウムとの複塩であることが多い。

## 生成
アンモニアと二酸化炭素とを乾燥状態で直接反応させると得られる。アンモニアの冷エタノール溶液に乾燥二酸化炭素を通ずるか、液体アンモニアに固形炭酸を加えることによっても生成する。
{\displaystyle {\ce {2NH3\ + CO2 -> CH6N2O2}}}